# Lajos Faluvégi
Lajos Faluvégi (* 22. Oktober 1924 in Mátraderecske, Komitat Heves; † 5. Dezember 1999 in Budapest) war ein ungarischer Politiker der Partei der Ungarischen Werktätigen MDP (Magyar Dolgozók Pártja) sowie schließlich der Ungarischen Sozialistischen Arbeiterpartei MSZMP (Magyar Szocialista Munkáspárt), der unter anderem von 1971 bis 1980 Finanzminister, dann zwischen 1980 und 1986 Vize-Ministerpräsident sowie zugleich Präsident des Staatlichen Planungsamtes war.

## Leben

### Ministerialbeamter und Vize-Finanzminister
Faluvégi, Sohn eines Offiziers, begann nach dem Besuch der Höheren Handelsschule Lajos Kossuth 1943 eine Ausbildung zum Buchhalter beim Papierhandelsunternehmen Papírkereskedelmi Rt. und wechselte dann im Januar 1944 als Mitarbeiter in die Abteilung für Arbeitsunfähigkeit beim Zentralen Zahlamt. Nachdem er während des Zweiten Weltkrieges zeitweise als Zwangsarbeiter arbeiten musste, kehrte er im Mai 1945 an seinen alten Arbeitsplatz zurück, ehe er im Juni 1946 Mitarbeiter des Amtes für Kriegsopferentschädigung (Jóvátételi Hivatalnál).
Im Dezember 1948 wurde Faluvégi, der 1947 der Ungarischen Sozialdemokratischen Partei MSZDP (Magyarországi Szociáldemokrata Párt) beitrat, Mitarbeiter im Finanzministerium, wo er zunächst eine Verwendung als Bearbeiter für Fragen der Vorsteuer in der Haushaltsabteilung fand. Nach einem sechsmonatigen Kurs für Finanzbeamte kehrte er 1951 in das Finanzministerium zurück und wurde Berichterstatter für den Schulhaushalt und trat zu dieser Zeit auch in die Partei der Ungarischen Werktätigen MDP (Magyar Dolgozók Pártja) ein.
1952 wechselte er in das Haushaltsministerium und war dort erst in der Finanzabteilung tätig sowie anschließend seit Anfang 1953 als stellvertretender Leiter der Abteilung für Rechnungswesen. Im Oktober 1954 wurde er dort Leiter der Abteilung für den Finanzplan sowie 1961 Leiter der Abteilung für den Haushaltsausgleich. Daneben absolvierte er ein Studium im Fach Finanzwissenschaft an der Karl-Marx-Universität für Wirtschaftswissenschaften MKKE (Marx Károly Közgazdaságtudományi Egyetem), das er 1962 abschloss.
Nach der Auflösung des Haushaltsministeriums wechselte er am 1. Juli 1968 wieder in das Finanzministerium und wurde dort Vize-Finanzminister. Im September 1968 wurde er auch zusammen mit István Friss, Péter Vályi, József Bognár und Tamás Nagy in eine vom ZK-Ausschuss für Wirtschaft gebildete Arbeitsgruppe für die weitere Entwicklung der Verwaltung und Organisation des Wirtschaftssystems berufen.

### Finanzminister, Vize-Ministerpräsident und Präsident des Staatlichen Planungsamtes
Im Rahmen einer Regierungsumbildung wurde Faluvégi am 12. Mai 1971 als Finanzminister (Pénzügyminiszter) in das Kabinett von Ministerpräsident Jenő Fock und übte diese Funktion auch in der Regierung von dessen Nachfolger György Lázár bis zum 27. Juni 1980 aus.
Des Weiteren erfolgte am 22. März 1975 auf dem XI. Parteikongress der MSZMP seine Wahl zum Mitglied des Zentralkomitees (ZK), dem er bis zum 22. Mai 1988 angehörte.
Anschließend erfolgte am 27. Juni 1980 seine Berufung zum stellvertretenden Vorsitzenden des Ministerrates und damit bis zum 30. Dezember 1986 zu einem der Stellvertreter von Ministerpräsident Lázár. Zugleich fungierte er vom 27. Juni 1980 bis zum 30. Dezember 1986 als Präsident des Staatlichen Planungsamtes (Országos Tervhivatal) und wurde ferner im Februar 1981 Vorsitzender der Staatlichen Plankommission (Állami Tervbizottság). Ferner gehörte er von 1985 bis 1986 dem Wirtschaftspolitischen Ausschuss seiner Partei an.
Nach seinem Ausscheiden aus der Regierung übernahm er eine Professur an der Hochschule für Wirtschaft und Finanzen (Pénzügyi és Számviteli Főiskolán) und war daneben auch Mitglied der Redaktion der Fachzeitschrift Pénzügyi Szemle. 1987 wurde ihm der Gyula-Lengyel-Preis verliehen, der nach dem 1919 amtierenden Finanzminister benannt wurde.

### Zusammenbruch des Kommunismus und Engagement für die Budapester Börse
Des Weiteren war er von 1988 bis 1993 Präsident der Ungarischen Vereinigung der Buchhalter (Magyar Könyvvizsgálók Egyesületének) sowie zwischen Mai 1989 und Juni 1990 Präsident des Rates der zur Wiedereröffnung der Budapester Börse (Budapesti Értéktőzsde), deren Aufsichtsrat er anschließend von 1990 bis 1993 angehörte.
In einem Interview vom 11. März 1993 beschrieb Faluvégi die Arbeitsweise der Regierung in der Zeit der Volksrepublik Ungarn und verglich die Änderungen im Zeitraum des Zusammenbruchs des Kommunismus wie zum Beispiel in der Tschechoslowakei. Dabei erhob der Staat nach der Einführung der Wirtschaftsreformen den Anspruch auf größerem Raum bei wirtschaftlichen Manövern. Dabei war der Prozess der politischen Entscheidungsfindung ähnlich wie in anderen Staaten wie der Tschechoslowakei. Dabei führte er aus, dass das Politbüro der MSZMP die Hauptentscheidung traf, während die Regierung die dazu gehörigen Details ausarbeiten musste. Dabei ergänzte er, dass die meisten Minister Parteimitglieder waren, die der Hauptrichtung der Partei folgten, so dass nur Details übrig blieben. Das Politbüro behielt aber ein Vetorecht auch in Bezug auf diese Details. Dieses zwang normalerweise die Regierung dazu, die Details noch zwei bis drei Mal zu überarbeiten, ehe es seine abschließende Zustimmung gab.
Fünf Jahre nach seinem Tod wurde auf Initiative seiner Familie 2004 die Lajos-Faluvégi-Stiftung (Faluvégi Lajos Alapítvány) gegründet, die sich für die Förderung der ungarischen Kultur einsetzt.

## Veröffentlichungen
- Költségvetési gazdálkodás (1962)
- Állami pénzügyek és gazdaságirányítás (1973)
- Pénzügyeink a hetvenes években (1980)
- Gazdasági építőmunkák feltételei és a pénzügyi politika (1980)
- A tervezés mai értéke (1983)
- Számvitel, adózás és vállalkozás (1991)